# 대인 관할
대인 관할(對人管轄, 영어: personal jurisdiction)은 법원이 개인, 법인 또는 물건에 대해 가지는 관할을 말한다. 대인 관할은 대인적(對人的, in personam), 대물적(對物的, in rem), 준 대물적(準對物的, quasi-in rem) 관할 등으로 나뉜다. 대인 관할은 크게 일반 재판 관할(general personal jurisdiction)과 특별 재판 관할(specific personal jurisdiction)으로 구분할 수 있는데 특정 관할 지역이나 주와 최소한의 접촉성 및 공평을 요구하고 있다.

## 전통적인 대인관할근거
1. 송달당시 피고가 주에 위치한 사실
2. 주에 거소지가 있는 사실
3. 관할에 대한 명시적 동의: 계약에 의한 동의, 자발적으로 출두하는 것 등
4. 관할에 대한 묵시적 동의: 차를 몰고 주에 들어가는 경우, 정부의 높은 규제를 받는 산업
5. 대인관할항변 포기

## 현대기준

### 최소관련성 이론
인터내셔널 슈 대 워싱턴 사건에서 선언한 이론으로 "피고가 법정지 내에 존재하지 않는다고 하더라도 공정 경쟁과 실질적 정의의 관념에 비추어 볼 때 법정지가 위치한 주와 최소한의 관련성을 가지고 있으면 헌법상 적법한 재판관할권을 갖는다." 1877년의 페노이어 대 네프 사건(Pennoyer v. Neff) 이후 계속 인정되어 온 기존의 이론을 파기하고 요건만 충족하면 재판관할권을 행사할 수 있기 때문에 연방법원은 각 주에게 확대관할법을 제정하라고 권고하였다.

#### 공정경쟁과 실질적 정의
1. 당사자에 대한 부담
2. 법정지 법률
3. 법정지의 이익
4. 복수소송
5. 다른 법정지 대안의 존재유무
6. 증거
7. 증인

#### 의도적 이용
피고가 재판지에서 사업을 수행하는 특권을 의도적으로 이용해야 하며 이러한 의도적 이용이 없는 한 비거주자에 대한 재판관할권의 행사는 적법절차의 견지에서 인정될 수 없다.

## 같이 보기
- 사물관할

## 참고 문헌
- Black's Law Dictionary 1486 (8th ed. 2004)